# 金春欣三
金春 欣三（こんぱる きんぞう、1925年1月2日 - ）はシテ方金春流の能楽師。奈良市生まれ。
七十八世宗家金春八条（光太郎）の次男。父に師事。1930年『花筐』の子方で初舞台。1937年『羽衣』で初シテ。『石橋』『道成寺』『卒都婆小町』等を披く。1965年重要無形文化財「能楽」保持者に認定（総合認定）。1998年勲五等双光旭日章を受章。毎年「奈良能にしたしむ会」を主催するなど、初心者向きの公演活動を積極的に展開している。
兄は七十九世金春信高。娘に脚本家の金春智子がいる。